# Platt-LePage XR-1

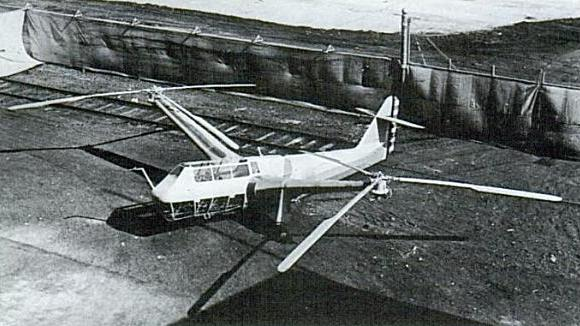
Der erste Prototyp zu Beginn der Erprobung

Die Platt-LePage XR-1 war 1941 der erste Hubschrauber der US Army Air Forces und wurde von dem US-amerikanischen Unternehmen Platt-LePage Aircraft Company hergestellt. Von 1941 bis 1947 stand „R“ in dem damals gültigen Bezeichnungssystem für Drehflügler (Rotary wing).

## Geschichte
Den Auftrag zur Konstruktion und zum Bau des Helikopters, der weitgehend auf der bereits in Planung befindlichen PL-3 basierte, erhielt Platt-LePlage am 19. Juli 1940. Die USAAF-Seriennummer war 41-001.
Die XR-1 wurde ab 1941 auf dem Wright Field durch das Air Technical Service Command erprobt, wonach die Zelle in ihrer Struktur als zu schwach beurteilt wurde, da das Leitwerk bei einem statischen Beanspruchungsversuch von 140 bis 150 % über der Auslegungsbelastung versagte. Nach der notwendigen Reparatur führte man die weiteren Versuche nur noch sehr schleppend durch und beendete sie schließlich am 21. Juni 1946 vollständig. Bis dahin hatte die XR-1 lediglich etwa 91 Flugstunden absolviert.
Am 29. Oktober 1941 wurde der Auftrag zum Bau eines zweiten modifizierten Prototyps XR-1A mit der USAAF-Seriennummer 42-6581 erteilt. Wesentliche Unterschiede zur XR-1 waren die veränderten Rotornaben sowie eine vollständige Verkleidung des über die Ausleger geführten Antriebssystems. Außerdem wurde das Leitwerk verstärkt und der Bug erhielt rundum eine Plexiglasverkleidung. Auch die XR-1A unterlief auf dem Wright-Field bis 1946 ein Testprogramm, wonach die Maschine aus dem Bestand der USAAF ausgemustert wurde. Danach kaufte sie die in Camden (New Jersey) ansässige Helicopter Air Transport Co. und verwendete sie nach einer Überholung und einem Umbau für kommerzielle Einsätze. Hierfür erhielt sie das zivile Luftfahrzeugkennzeichen NX6950.

## Konstruktion
Als Antrieb der XR-1 diente ein 440 PS leistender Sternmotor Pratt & Whitney R-985-21, der im Rumpf untergebracht war und zwei gegenläufig drehende Dreiblattrotoren antrieb. Die Rotoren befanden jeweils am Ende von als schmale Tragflächen ausgeführten Auslegern auf beiden Rumpfseiten. Die Konstruktion der XR-1 ähnelte damit sehr stark der Auslegung, die bereits von Focke-Wulf bei der Fw 61 verwendet wurde. Es war ebenfalls ein konventionelles Leitwerk mit einem abgestrebten Höhenleitwerk und ein festes Fahrwerk vorhanden. Die Besatzung saß hintereinander auf zwei Sitzen unter einer stark verglasten Kanzelabdeckung, wobei eine zusätzliche Verglasung des unteren Bugbereiches auch eine gute Sicht nach unten ermöglichte. Der Hubschrauber war insgesamt in Gemischtbauweise mit einer Stoffbespannung ausgelegt.
Der Antrieb der XR-1A war gegenüber dem der XR-1 mit einem 450-PS-R-985-AN-1 Sternmotor geringfügig leistungsfähiger.

## Technische Daten
| Kenngröße             | XR-1                                                     | XR-1A                                  |
| --------------------- | -------------------------------------------------------- | -------------------------------------- |
| Besatzung             | 2                                                        | 2                                      |
| Länge                 | 8,94 m                                                   | 8,94 m                                 |
| Rotordurchmesser      | 9,3 m                                                    | 9,3 m                                  |
| Startmasse            | 2145 kg                                                  | 2404 kg                                |
| Höchstgeschwindigkeit | 177 km/h                                                 | 161 km/h                               |
| Triebwerke            | ein Pratt & Whitney R-985-21-Sternmotor im Rumpf, 440 PS | ein Pratt & Whitney R-985-AN-1, 450 PS |

## Verbleib
Die XR-1 wird derzeit (2014) im National Air and Space Museum gelagert, aber nicht ausgestellt. Über den endgültigen Verbleib der XR-1A ist nichts bekannt.